# Karol Moravčík
Karol Moravčík (* 16. srpna 1952, Žilina) je slovenský římskokatolický kněz, teolog a publicista. Od roku 1990 působí jako farář v Bratislavě-Devínské Nové Vsi.
V 70. letech 20. století studoval teologii v Bratislavě, kde byl také 8. červen 1975 vysvěcený na kněze. V 90. letech 20. století při práci faráře studoval na Katolické teologické fakultě Vídeňské univerzity. Odborně se věnuje zejména fundamentální teologii. Od roku 1999 je předsedou Teologického fóra, sdružení zájemců o teologii a filosofii v duchu druhého vatikánského koncilu a v kontextu současné vědy a kultury. Spolupracuje s redakcí časopisu Listy pro dialog mezi teologií, filosofií a politikou, publikuje ve více periodikách jako třeba v týdeníku Zrno.